# Eushelfordia amazonensis
Eushelfordia amazonensis är en kackerlacksart som först beskrevs av Rocha e Silva 1957.  Eushelfordia amazonensis ingår i släktet Eushelfordia och familjen småkackerlackor. Inga underarter finns listade i Catalogue of Life.